# 반봉
반봉(중국어 정체자: 潘鳳, 간체자: 潘凤, 병음: Pān Fèng 판펑[*])은 나관중의 소설이자 중국의 사대기서 중 하나인 《삼국지연의》에 등장하는 가공 인물이다.

## 《삼국지연의》에서의 반봉
기주자사 한복(韓馥) 휘하의 맹장으로 커다란 도끼를 사용하였다.
191년 주군인 한복을 따라 반동탁 연합군에 참전하였다. 이때 동탁 휘하 장수인 화웅(華雄)이 군사를 이끌고 연합군 진영에 쳐들어 오자, 유섭(兪涉) 다음으로 화웅과 일기토로 겨루었으나 한 순간에 화웅에게 죽었다.